# Кравченко Валентин Олександрович
Валентин Олександрович Кравченко ((1906 , Кременчук, Полтавська губернія  — 18 червня 1956 , Москва )) — начальник Особливого технічного бюро (ОТБ) при народному комісарі внутрішніх справ СРСР, генерал-майор (1945).

## Біографія
Народився 1906 року в українській родині слюсаря. У компартії з вересня 1925 (член ВЛКСМ у 1923—1930). Закінчив початкове міське училище у Крюкові (нині район Кременчука) у 1918 році, потім курси профтисячників з підготовки до ВТУЗ в Одесі у 1929 році, та Одеський інститут інженерів зв'язку у 1933 р.
Учень токаря, токар у вагонних майстернях Південної залізниці у Крюкові з серпня 1922 по квітень 1929 року. Аспірант і декан радіофакультету Одеського інституту зв'язку з липня 1933 по червень 1935 року.
У жовтні 1937 року відряджений до органів НКВС СРСР, займався питаннями спецзв'язку, начальник 1-го відділення Центральної лабораторії 2-го спецвідділу НКВС СРСР.
- З 14 листопада 1939 р. начальник Особливого технічного бюро НКВС СРСР.
- З 31 липня 1941 року начальник 4-го спецвідділу НКВС СРСР.
- З 26 січня 1946 року заступник начальника 9-го управління НКВС СРСР (за сумісництвом).
- З 16 січня 1948 року начальник Групи контролю та особливих доручень при міністрові внутрішніх справ СРСР.
- З 3 травня 1949 року начальник 4-го спецвідділу МВС СРСР.
- З 20 березня до 14 липня 1953 року начальник 5-го спецвідділу МВС СРСР.
- З 16 листопада 1953 року начальник будуправління № 304 МВС СРСР у місті Міас Челябінської області.

### Звання
- майор ДБ, 14.11.1939;[2]
- старший майор ДБ, 16.02.1942;
- комісар ДБ, 14.02.1943;
- генерал-майор, 09.07.1945.

### Нагороди
- орден Червоного Прапора, 20.09.1943;
- орден Богдана Хмельницького 2-го ступеня, 20.10.1944;
- орден Вітчизняної війни 1-го ступеня, 10.07.1946;
- орден Трудового Червоного Прапора;
- орден «Знак Пошани»;
- орден Червоної Зірки;
- 6 медалей.